# Мортімер фон Кессель
Гвідо Ернст Альфред Константін Мортімер фон Кессель (нім. Guido Ernst Alfred Konstantin Mortimer von Kessel; 25 травня 1893, Арнсвальде — 8 січня 1981, Гослар) — німецький воєначальник, генерал танкових військ вермахту. Кавалер Лицарського хреста Залізного хреста з дубовим листям.

## Біографія
Син гауптмана Прусської армії Константіна фон Кесселя і його дружини Юлії, уродженої баронеси фон Будденброк. Учасник Першої світової війни. Після демобілізації армії залишений на службі в рейхсвері, служив у кавалерійських частинах.
З 10 листопада 1938 року — командир 8-го розвідувального батальйону 8-ї піхотної дивізії. Учасник Польської кампанії. З 1 листопада 1939 по 15 січня 1943 року — начальнику відділу Управління особового складу ОКГ. З 12 травня 1943 по 1 січня 1944 і з 2 лютого по 5 листопада 1944 року — командир 20-ї танкової дивізії. Учасник боїв під Могильовом, Оршею, Вітебськом і Бобруйськом. В травні 1944 року дивізія Кесселя передана групі армій «Південь». В ході важких боїв під Холмом в серпні 1944 року Кессель відійшов в Румунію, в жовтні — у Східну Пруссію. З 18 грудня 1944 року — командир 7-го танкового корпусу.  В лютому 1945 року корпус Кесселя увійшов до складу 2-ї армії групи армій «Вісла». До кінця війни вів важкі бої на Одерському фронті, а потім відвів свої війська на Захід і 2 травня 1945 року здався в полон союзникам. Звільнений 5 червня 1947 року.

## Сім'я
17 березня 1928 року одружився з Доротеєю фон Кессель. В шлюбі народились 3 сини (1928, 1931 і 1934).

## Звання
- Фанен-юнкер (1 або 2 серпня 1914)
- Лейтенант (22 березня 1915)
- Обер-лейтенант (1 червня 1923)
- Ротмістр (1 квітня 1928)
- Майор (1 лютого 1935)
- Оберст-лейтенант (1 жовтня 1937)
- Оберст (1 жовтня 1939)
- Генерал-майор (1 листопада 1942)
- Генерал-лейтенант (1 грудня 1943)
- Генерал танкових військ (1 березня 1945)

## Нагороди
- Залізний хрест
  - 2-го класу (27 березня 1915)
  - 1-го класу (25 вересня 1917)
- Орден Білого Сокола, лицарський хрест 2-го класу з мечами
- Почесний хрест ветерана війни з мечами
- Медаль «За вислугу років у Вермахті» 4-го, 3-го, 2-го і 1-го класу (25 років)
- Хрест Воєнних заслуг
  - 2-го класу з мечами (30 січня 1941)
  - 1-го класу з мечами (11 листопада 1941)
- Застібка до Залізного хреста
  - 2-го класу (20 червня 1943)
  - 1-го класу (23 липня 1943)
- Нагрудний знак «За поранення» в чорному (8 липня 1943)
- Лицарський хрест Залізного хреста з дубовим листям
  - Лицарський хрест (28 грудня 1943)
  - Дубове листя (№611; 16 жовтня 1944)